# Islote Riofrío
Islote Riofrío (spanisch; in Argentinien Islote Sara) ist eine schneebedeckte Insel vor der Danco-Küste des Grahamlands im Norden der Antarktischen Halbinsel. Sie liegt 2,6 km westlich des Pelletan Point in der Flandernbucht.
Chilenische Wissenschaftler benannten sie nach Enrique Riofrío Cooke von der chilenischen Heer, einem Teilnehmer der 12. Chilenischen Antarktisexpedition (1957–1958). Der Hintergrund der argentinischen Benennung ist nicht überliefert.